# Campeonato da Europa de Atletismo de 2012 - 110 m com barreiras masculino
A prova dos 110 metros com barreiras masculino do Campeonato da Europa de Atletismo de 2012 foi disputada entre os dias 30 de junho e 1 de julho de 2012 no Estádio Olímpico de Helsinque em Helsinque,  na Finlândia. 

## Recordes
Antes desta competição, os recordes mundiais e do campeonato nesta prova eram os seguintes:
|                       | Nome          | Nacionalidade | Tempo | Local     | Data                 |
| --------------------- | ------------- | ------------- | ----- | --------- | -------------------- |
| Recorde mundial       | Dayron Robles | Cuba          | 12s87 | Ostrava   | 12 de junho de 2008  |
| Recorde do campeonato | Colin Jackson | Reino Unido   | 13s02 | Budapeste | 22 de agosto de 1998 |
| Recorde europeu       | Colin Jackson | Reino Unido   | 12s91 | Estugarda | 20 de agosto de 1993 |

## Medalhistas
| Ouro                   | Prata                 | Bronze           |
| Sergey Shubenkov (RUS) | Garfield Darien (FRA) | Artur Noga (POL) |

## Cronograma
Todos os horários são locais (UTC+3).
| Data        | Hora  | Evento    |
| ----------- | ----- | --------- |
| 30 de junho | 14:45 | Bateria   |
| 1 de julho  | 16:35 | Semifinal |
| 1 de julho  | 19:10 | Final     |

## Resultados

### Bateria
Qualificação: 4 atletas de cada bateria (Q) mais os 4 melhores qualificados (q). 
| Posição | Bateria | Raia | Atleta                 | Nacionalidade | Tempo | Notas  |
| ------- | ------- | ---- | ---------------------- | ------------- | ----- | ------ |
| 1       | 5       | 7    | Sergey Shubenkov       | Rússia        | 13.28 | Q      |
| 2       | 4       | 6    | Garfield Darien        | França        | 13.46 | Q      |
| 3       | 2       | 4    | Artur Noga             | Polónia       | 13.49 | Q      |
| 4       | 2       | 3    | Alexander John         | Alemanha      | 13.50 | Q      |
| 4       | 5       | 4    | Balázs Baji            | Hungria       | 13.50 | Q,     |
| 6       | 1       | 5    | Philip Nossmy          | Suécia        | 13.56 | Q, =   |
| 7       | 3       | 1    | Konstadinos Douvalidis | Grécia        | 13.57 | Q      |
| 8       | 3       | 7    | Gregory Sedoc          | Países Baixos | 13.59 | Q      |
| 9       | 3       | 2    | Emanuele Abate         | Itália        | 13.61 | Q      |
| 10      | 3       | 6    | Dániel Kiss            | Hungria       | 13.62 | Q      |
| 11      | 4       | 4    | William Sharman        | Grã-Bretanha  | 13.63 | Q      |
| 11      | 2       | 7    | João Almeida           | Portugal      | 13.63 | Q,     |
| 13      | 2       | 5    | Vladimir Vukicevic     | Noruega       | 13.65 | Q, NUR |
| 14      | 3       | 5    | Adrien Deghelt         | Bélgica       | 13.66 | q      |
| 15      | 4       | 7    | Paolo dal Molin        | Itália        | 13.68 | Q      |
| 16      | 3       | 4    | Gianni Frankis         | Grã-Bretanha  | 13.71 | q      |
| 17      | 5       | 3    | Samuel Coco-Viloin     | França        | 13.72 | Q      |
| 18      | 2       | 6    | Maksim Lynsha          | Bielorrússia  | 13.75 | q      |
| 19      | 4       | 1    | Gregor Traber          | Alemanha      | 13.83 | Q      |
| 20      | 2       | 2    | David Ilariani         | Geórgia       | 13.85 | q      |
| 21      | 1       | 4    | Matthias Bühler        | Alemanha      | 13.93 | Q      |
| 22      | 1       | 2    | Dario Seghers          | Bélgica       | 13.95 | Q      |
| 23      | 1       | 6    | Ladji Doucouré         | França        | 13.96 | Q      |
| 24      | 3       | 3    | Jackson Quiñónez       | Espanha       | 13.97 |        |
| 25      | 5       | 6    | Rasul Dabó             | Portugal      | 14.00 | Q      |
| 26      | 5       | 5    | Richard Alleyne        | Grã-Bretanha  | 14.02 |        |
| 27      | 1       | 7    | Francisco Javier López | Espanha       | 14.03 |        |
| 28      | 5       | 1    | Mantas Šilkauskas      | Lituânia      | 14.11 |        |
| 29      | 5       | 2    | Alexandros Stavrides   | Chipre        | 14.14 |        |
| 30      | 1       | 3    | Dominik Bochenek       | Polónia       | 14.15 |        |
| 31      | 4       | 3    | Joona-Ville Heinä      | Finlândia     | 14.21 |        |
| 32      | 4       | 2    | Martin Arnaudov        | Bulgária      | 14.32 |        |
| 33      | 4       | 5    | Ben Reynolds           | Irlanda       | DNS   |        |

### Semifinal
Qualificação: 2 atletas de cada bateria (Q) mais os 2 melhores qualificados (q). 
| Posição | Bateria | Raia | Atleta                 | Nacionalidade | Tempo | Notas                |
| ------- | ------- | ---- | ---------------------- | ------------- | ----- | -------------------- |
| 1       | 2       | 3    | Sergey Shubenkov       | Rússia        | 13.09 | Q,                   |
| 2       | 3       | 3    | Garfield Darien        | França        | 13.15 | Q,                   |
| 3       | 3       | 5    | Konstadinos Douvalidis | Grécia        | 13.37 | Q,                   |
| 4       | 3       | 6    | Emanuele Abate         | Itália        | 13.39 | q                    |
| 5       | 1       | 4    | Artur Noga             | Polónia       | 13.43 | Q                    |
| 5       | 2       | 6    | Alexander John         | Alemanha      | 13.43 | Q                    |
| 7       | 1       | 6    | Philip Nossmy          | Suécia        | 13.47 | Q,                   |
| 8       | 3       | 4    | Gregory Sedoc          | Países Baixos | 13.48 | q                    |
| 9       | 2       | 7    | Samuel Coco-Viloin     | França        | 13.50 | Recorde da temporada |
| 10      | 1       | 5    | Matthias Bühler        | Alemanha      | 13.52 |                      |
| 11      | 1       | 3    | William Sharman        | Grã-Bretanha  | 13.55 | =                    |
| 12      | 2       | 4    | João Almeida           | Portugal      | 13.56 | Recorde nacional     |
| 13      | 1       | 1    | Maksim Lynsha          | Bielorrússia  | 13.58 | Recorde da temporada |
| 14      | 1       | 8    | Dániel Kiss            | Hungria       | 13.59 |                      |
| 15      | 3       | 7    | Gregor Traber          | Alemanha      | 13.62 |                      |
| 16      | 1       | 2    | Ladji Doucouré         | França        | 13.66 |                      |
| 17      | 2       | 5    | Balázs Baji            | Hungria       | 13.68 |                      |
| 17      | 3       | 2    | Gianni Frankis         | Grã-Bretanha  | 13.68 | =                    |
| 19      | 3       | 1    | Rasul Dabó             | Portugal      | 13.73 |                      |
| 20      | 3       | 8    | Vladimir Vukicevic     | Noruega       | 13.76 |                      |
| 21      | 1       | 7    | Dario Seghers          | Bélgica       | 13.81 |                      |
| 22      | 2       | 8    | Paolo dal Molin        | Itália        | 13.85 |                      |
| 23      | 2       | 2    | David Ilariani         | Geórgia       | 13.88 |                      |
| 24      | 2       | 1    | Adrien Deghelt         | Bélgica       | DNF   |                      |

### Final
| Posição           | Raia | Atleta                 | Nacionalidade | Tempo | Notas           |
| ----------------- | ---- | ---------------------- | ------------- | ----- | --------------- |
| Medalha de ouro   | 4    | Sergey Shubenkov       | Rússia        | 13.16 |                 |
| Medalha de prata  | 3    | Garfield Darien        | França        | 13.20 |                 |
| Medalha de bronze | 5    | Artur Noga             | Polónia       | 13.27 | =               |
| 4                 | 8    | Alexander John         | Alemanha      | 13.38 | Recorde pessoal |
| 5                 | 1    | Emanuele Abate         | Itália        | 13.43 |                 |
| 6                 | 2    | Gregory Sedoc          | Países Baixos | 13.45 |                 |
| 7                 | 7    | Philip Nossmy          | Suécia        | 13.59 |                 |
| 8                 | 6    | Konstadinos Douvalidis | Grécia        | 13.59 |                 |

Legenda
| Recorde mundial       | Recorde mundial (World record)               |                       | Recorde africano                      | Recorde africano (African) |                                           | Q | Classificado por posição (Qualified) |
| Recorde do campeonato | Recorde do campeonato (Championship record)  | Recorde da América    | Recorde da América (Americas)         | q                          | Classificado por melhor tempo (Qualified) |   |                                      |
| Melhor marca do ano   | Melhor marca do ano (World leading)          | Recorde asiático      | Recorde asiático (Asian)              | DNS                        | Não largou (Did not start)                |   |                                      |
| Recorde nacional      | Recorde nacional (National record)           | Recorde europeu       | Recorde europeu (European)            | DNF                        | Não terminou (Did not finish)             |   |                                      |
| Recorde pessoal       | Recorde pessoal do atleta (Personal best)    | Recorde da Oceania    | Recorde da Oceania (Oceania)          | DSQ / DQ                   | Desclassificado (Disqualified)            |   |                                      |
| Recorde da temporada  | Recorde da temporada do atleta (Season best) | Recorde sul-americano | Recorde sul-americano (South America) | NM                         | Sem marca (No mark)                       |   |                                      |